# 94 (число)
94 (дев'ятдеся́т чоти́ри; також рос. дев'яно́сто чотири) — натуральне число між  93 та  95.

## У математиці
- щасливе число

## У науці
- Атомний номер  плутонію

## В інших областях
- 94 рік, 94 рік до н. е., 1994 рік
- ASCII-код символу «^»